# Mahu
 (mars 2025).
Si vous disposez d'ouvrages ou d'articles de référence ou si vous connaissez des sites web de qualité traitant du thème abordé ici, merci de compléter l'article en donnant les références utiles à sa vérifiabilité et en les liant à la section « Notes et références ».
Pour les articles homonymes, voir Mahu (homonymie).

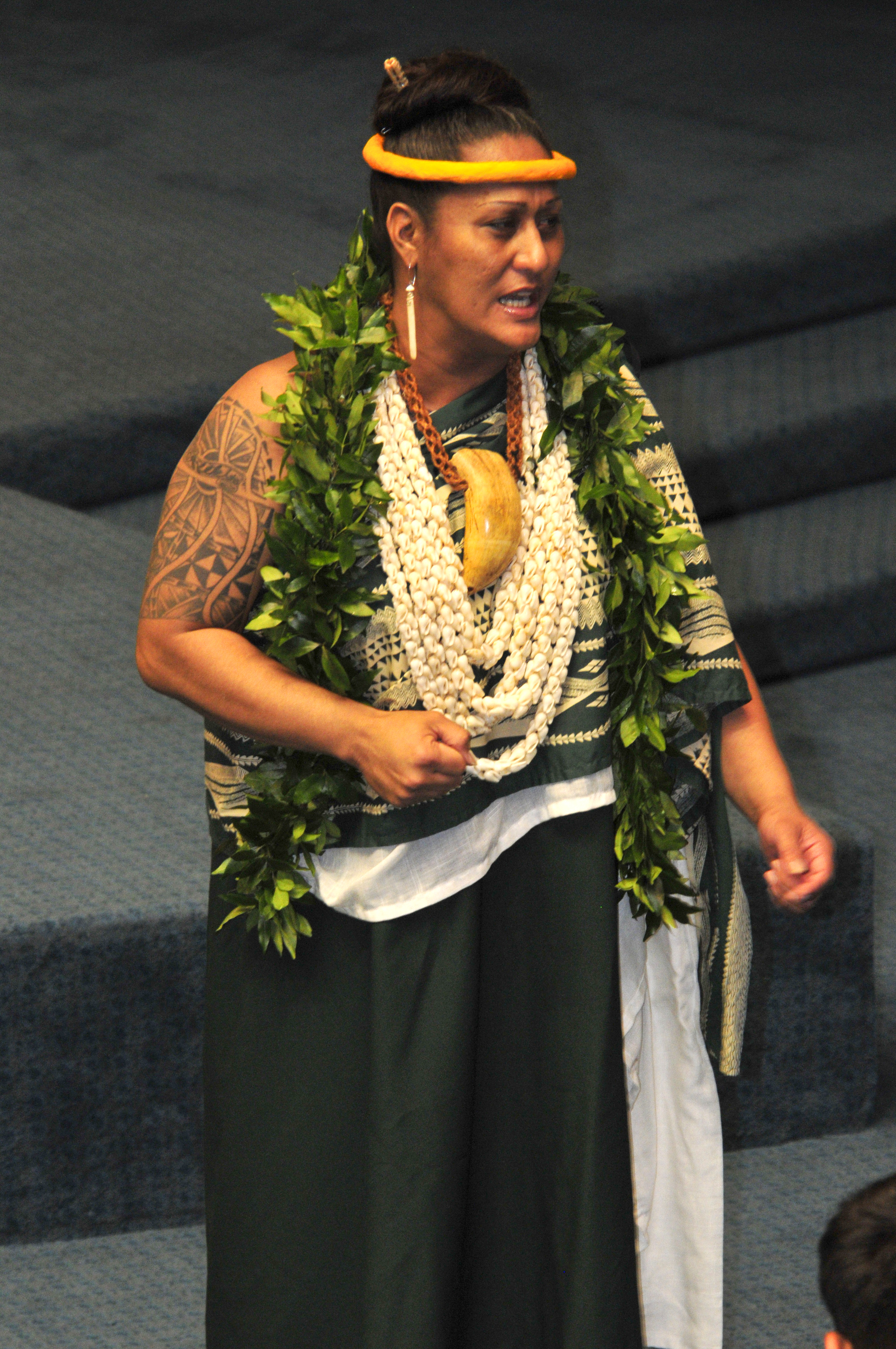
Dans son film Kumu Hina, Hinaleimoana Wong-Kalu explore ses identités māhu et de femme trans et l'impossibilité de les assimiler l'une à l'autre.

Dans les cultures Hawaïenne et Tahitienne, un Māhū est un né-garçon aux comportements très éfféminés qui occupe une place émotionnelle, psychologique et spirituelle entre l'Homme et la Femme (Kāne et Wahīne en 'Ōlelo Hāwaī'i, Tāne et Vahīne en Rēo-Mā'ohi.)
La majorité d'entre-eux sont dotés de talents innés pour l'éducation, la médecine, la cuisine, la sexualité, la mémoire et les beaux-arts (chants, danses, poésies, confections de bijoux et de textiles en fibres végétales.)
Chaque Ari'i et Pōmare (chef, roi et reine) possédait leurs propres Māhū. 

## Définitions
Dans le Rēo Mā'ohi, la langue traditionnelle Tahitienne, Māhū signifie « ceux qui émanent des savoirs pures ». Il est composé de la racine du mot « pureté » avec MĀ, et « faire sortir » avec HŪ. Sa définition s'était retrouvé modifiée de l'originale peu de temps après l'arrivée des colons-européens et missionnaires en « Homme Efféminé » ; ce qui est une erreur monumentale de transliteration puisque dans la langue Tahitienne, le mot Efféminé n'existait jamais.
Le Mémorial polynésien, un ouvrage de référence, ignore les Māhū et dans son Dictionnaire de la langue maorie, édition 1949, Monseigneur Tepano Jaussen, alors vicaire apostolique de Tahiti, ignore même le sens du terme Māhū en tant qu'homme efféminé.
L'identité Māhū, connotée comme traditionnelle et autochtone, est fréquemment opposée en Polynésie à l'identité rae rae, péjorativement associée à la prostitution et au maquillage, ainsi qu'à l'identité trans essentiellement caractérisée à travers la pratique de la transition médicale. Toutefois, selon Serge Tcherkézoff, cette distinction est trop souvent présentée comme une vérité naturellement enracinée dans les cultures autochtones, en ignorant les nuances et surtout le rôle que joue l'histoire coloniale dans l'auto-identification et l'assignation des identités sexuelles.
Selon la kumu hula (professeure de hula) contemporaine Kaua'i Iki:

« Les mahu sont particulièrement respectées en tant qu'enseignantes, généralement de chant et de hula. Dans les temps pré-contact, elles jouaient le rôle des déesses dans les danses hula qui avaient lieu dans des temples interdits aux femmes. Elles ont également été considérées comme les gardiennes des traditions culturelles, telles que la transmission des généalogies. Traditionnellement, les parents demandaient aux mahu de nommer leurs enfants. »

## Histoire
À l'époque des rois Pōmare, elles étaient surnommées arii oi. L'une d'entre elles[réf. nécessaire] fut le conseiller et le confident de la reine Pōmare IV.
Les premiers navigateurs européens à avoir abordé les îles de l'archipel signalaient déjà leur présence, comme William Bligh, le capitaine du HMS Bounty ou James Cook. Plus âgés, ils s'occupent du foyer, ils mangent à l'écart des hommes et dansent et chantent avec les femmes. Ils occupent souvent un poste de domestique auprès d'un noble.
Un māhū était un homme aux manières très efféminées qui s’habille en Pare'o et ses postures et ses gestes étaient cependant féminins. Généralement, le māhū ne cherchait pas à réprimer ou à rectifier sa façon d’être.
Plus tard, au XIXe siècle, Paul Gauguin en peint à plusieurs reprises.

## Aujourd'hui
Les mahus sont respectés dans la culture polynésienne. Ils travaillent principalement dans le domaine du tourisme, de l’accueil et dans d’autres domaines relationnels.
Actuellement, une des plus célèbres māhū est la kumu hula (« enseignante de hula ») Hinaleimoana Kwai Kong Wong-Kalu chanteuse de Cocoa Chandelier.

#### Tahiti
- François Bauer, Raerae de Tahiti: rencontre du troisième type, Haere Po, 2002 (ISBN 978-2-904171-49-9, lire en ligne)
- (en) Deborah Elliston, « Negotiating transnational sexual economies : female Māhū and same-sex sexuality in "Tahiti and her islands" », dans Evelyn Blackwood et Saskia Wieringa, Female Desires : Same-Sex Relations and Transgender Practices across Cultures, New York, Columbia University Press, 1999 (ISBN 0231112602)
- Julia Pacifico, Trajectoires trans à Tahiti, 'Api Tahiti éditions, 2019 (ISBN 978-2-491152-18-5, lire en ligne)

#### Hawaï
- (en) Andrew Matzner, O Au No Keia : Voices from Hawai'i's Mahu and Transgender Communities, 2001

### Filmographie
- Jean-Michel Corillion. Mahu, l’Efféminé, Grand Prix du Festival international du film documentaire océanien de Tahiti. FIFO 2004. Tahiti Polynésie
- Kumu Hina (en) (2014) - film documentaire sur Hinaleimoana Wong-Kalu